# استان کاوایه
استان کاوایه (به آلبانیایی: Rrethi i Kavajës) یکی از استان‌های سی‌وشش‌گانه کشور آلبانی است.